# Leptactina deblockiae
Leptactina deblockiae là một loài thực vật có hoa trong họ Thiến thảo. Loài này được Neuba & Sonké mô tả khoa học đầu tiên năm 2006.